# Johann Samuel Adler
Johann Samuel Adler (* 1738 in Breslau, Habsburgermonarchie, HRR; † 11. September 1799 in Berlin) war ein preußischer Beamter, unter anderem Kriegs- und Domänenrat der kurmärkischen Kriegs- und Domänenkammer.

## Laufbahn
Adler, dessen Geburtsstadt Breslau kurz nach seiner Geburt preußisch wurde, studierte ab 1755 in Halle Recht, arbeitete als Registrator bei der Breslauer Kammer, war ab 1761 zuerst als Auditeur, dann als Regimentsquartiermeister beim Dragonerregiment 1 unter Johann Wenzel von Zastrow, ab 1774 unter Friedrich Albrecht Carl Hermann von Wylich und Lottum nach eigenen Angaben fünfzehn Jahre im Militär. Nachdem er am 18. März 1775 sein großes Examen geschafft hatte, versuchte er im Herbst vergeblich, Steuerrat in Ruppin zu werden. Auch sein Versuch, das Amt des verstorbenen pommerschen Oberempfängers und Rendanten Loffhagen zu übernehmen, scheiterte. Im Juli 1777 wurde er Steuerrat im Ober- und Niederbarnim, wo er den zur kurmärkischen Kriegs- und Domänenkammer gegangenen Johann Friedrich Burchard Müller ersetzte. Nach Empfehlung an Dietrich von Werder wurde er im Mai 1782 Kriegs- und Domänenrat der kurmärkischen Kammer, in seinem bisherigen Amt wurde er von Johann Christian Friedrich Schwieger abgelöst. Nach Scheidung von seiner Frau, einer geborenen von Wildenbruch, bat er vergeblich um zwei zusätzliche Ämter, das Amt des Assessors der neugeschaffenen Kommerzialbehörde der Kurmark und das des Kodirektors der kurmärkischen Akzisendirektion. 1794 war er Vorsteher aller Generalia in Handels- und Gewerbesachen, Bearbeiter von Berliner Angelegenheiten und Mitglied der kammereigenen Prüfungskommission.
Er starb am 11. September 1799, Carl Friedrich Wiesiger folgte ihm als Kriegs- und Domänenrat nach.